# Кротонова конденсація

Приклад кротонової конденсації двох молекул ацетальдегіду з утворенням транс-бут-2-ен-1-алю

Кротонова конденсація (англ. aldol condensation) — реакція конденсації в органічній хімії, в результаті якої дві молекули альдегіду або кетону сполучаються в молекулу α,β-ненасиченої карбонільної сполуки.
Ця реакція перебігає через проміжний стан альдолю, який, відщеплюючи молекулу води, утворює кінцевий продукт.